# 개방경지제

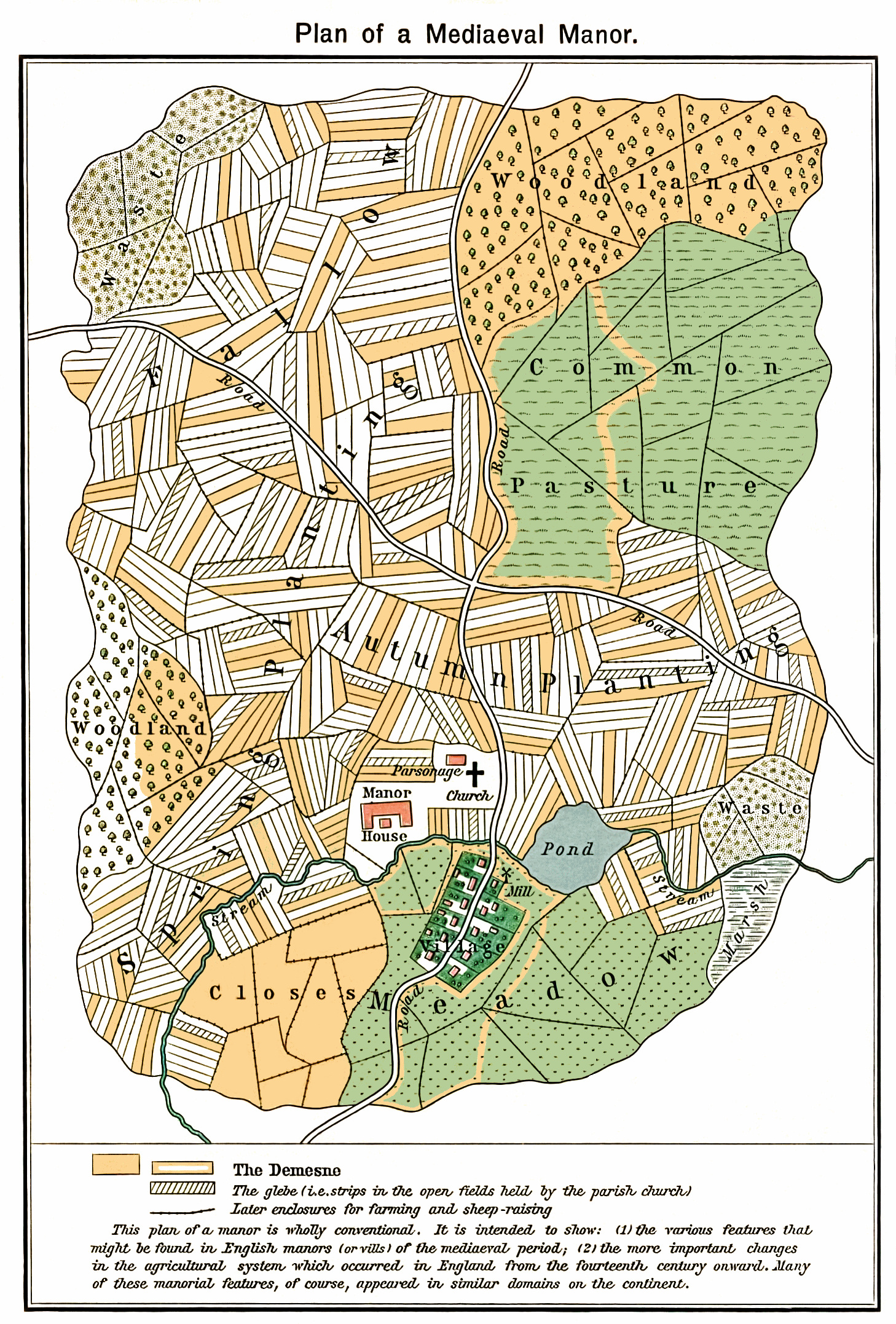
대상재배 농업을 보여주는 중세 장원의 일반적인 지도. 황색 영역은 영주의 직할지인 디메인이고 빗금이 쳐진 영역은 교회에 봉헌된 글리브이다. 윌리엄 R. 세퍼드의 1923년 삽화

개방경지제(開放耕地制, open-field system)는 중세 유럽의 많은 지역에서 일반적으로 행해지던 농업 방식으로 서유럽, 러시아, 이란, 터키 등의 일부에서는 20세기까지 지속되었다. 개방경지제는 장원이나 마을을 중심으로 하나에 수백 에이커에 달하는 큰 밭 두세 곳이 펼쳐져 있고 이 밭들을 띠모양으로 분할하여 대상재배 방식으로 경작하는 것이다.  띠모양으로 나뉜 각각의 토지는 셀리온이라 불렸으며 농노나 소작인에게 분배되었다. 장원의 영지는 경작지 외에도 땔감 등을 위한 숲이나 가축을 위한 목초지와 같은 공용 토지를 두었고, 경작지의 셀리온 가운데에는 영주의 직할지, 교회에 헌납된 토지와 같은 것들도 있었다. 영주의 저택인 장원과 교회가 영지의 중심에 자리잡고 그와 조금 떨어진 곳에 주민들이 따로 마을을 이루어 살았다. 개방경작지는 주민들 사이의 협업이 있어야 운영할 수 있었다.
장원의 영주는 자신이 부리는 리버리와 장원 재판소를 통해 영지와 농민에 대한 관할권을 행사하였다. 영주는 농민들이 경작하는 땅에 대한 소작료를 징수하였고 자신의 직할지인 디메인의 경작도 소작인에게 시켰다.
중세 시기 대부분의 땅은 영주의 소유였다. 소유권이 없는 땅이 아예 없었던 것은 아니나 법리상 국가의 주권과 영토의 최종 소유자는 군주였으며 군주는 실제 지주였던 영주를 서임하여 그들의 소유권을 인정하였다. 영주는 이렇게 합법성을 인정받은 권리로 소작인들에게 땅을 임대하여 주고 소작료를 걷었다. 그러나 영주 역시 소작농의 경작권을 인정할 수 밖에 없었기에 법적인 절차 없이 경작지를 빼앗을 수는 없었다. 영주의 지위가 세습되는 것과 같은 이유로 경작권 역시 소작농의 대를 이어 세습되었다. 하지만 소작농에게 경작지를 떠나거나 다른 직업을 가질 자유는 없었고 마음대로 경작지를 떠나는 것은 처벌 대상이었다. 근세에 들어 자본주의 경제 체제가 농업에도 확산되자 개방경지제는 점차 소멸하였다. 특히 영국에서 상업 목축을 위해 토지에 울타리를 치는 인클로저가 확산된 15세기 이후 경작 형태는 점차 자영농으로 대체되었다. 프랑스, 독일 및 기타 북유럽 국가의 개방경작제는 영국에 비해 더 오래 지속되었다. 미국의 초기 유럽 이민 지역인 뉴잉글랜드 지역에서도 초기 정착민 사이에 개방경작제가 실행되었다.

## 개요

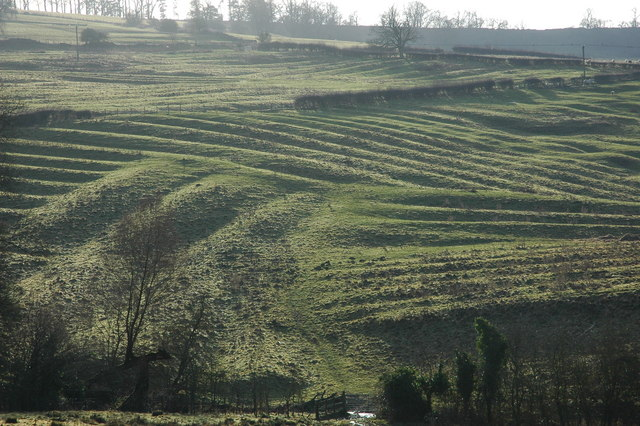
개방경작제의 대상재배 농업은 들판에 독특한 패턴을 만들었다. 오늘날 더 이상 경작되지 않는 유럽의 들판에도 중세 셀리온의 고랑 흔적이 남아있다.

개방경작제의 가장 큰 특징은 별다른 울타리가 없이 펼쳐진 너른 들을 펄롱 단위의 길고 좁은 땅으로 나누었다는 것이다. 땅이 좁고 길게 나뉘어 있기 때문에 소작인은 여기 저기 좁게 나뉘어 흩어진 띠모양의 땅 여러곳을 경작하였다.
케임브리지셔 북서부에 있는 엘튼 마을의 경우가 잉글랜드 중세 개방경작제의 대표적 사례라고 할 수 있다. 영주가 기거한 장원의 저택은 수도원과 인접하여 있으며 13 하이드의 경작지가 주변에 펼쳐저 있었다. 각 하이드는 6 버게이트로 분할되는데 중세 시기 하이드나 버게이트의 크기는 지역마다 달랐지만, 엘튼의 경우 하이드는 144 에이커(58 헥타르) 버게이트는 24 에이커(10 헥타르)이었다. 따라서 엘튼 장원의 경작지는 모두 합하여 1,872 에이커(758 헥타르)가 된다. 이 가운데 수도원장에게 속한 디메인은 경작지 3 하이드, 초지 16 에이커(6.5 헥타르), 목축지 3 에이커(1 헥타르)의 크기였다. 장원 인근의 마을에 사는 113명의 소작농이 나머지 땅을 경작하였다. 이들 소작농은 한 가정의 가장이었으므로 여기에 배우자, 자녀, 기타 부양가족 등에 토지 없는 주민을 모두 합하면 영지 내의 총 인구는 500 내지 600 여 명이 되었을 것이다.
엘튼 수도원에는 토지 외에도 물레방아 두 곳, 양털 옷감을 마무리하는 직조장 한 곳, 그리고 방아에 물을 공급하는 연못 하나가 딸려 있었다. 엘튼 마을은 장원 저택을 중심으로 교회 한 곳, 공유 초지 하나, 그리고 부유한 자영농으로 1 하이드를 소유하고 소작을 주었던 존이라는 이름의 농부가 소유하였던 소저택 한 채가 있었으며, 소낙농들의 집은 한 곳에 뭉쳐있지 않고 길을 따라 길게 늘어져 있었다. 마을 주택 가운데 일부는 길이 50 피트 (15 m) 폭 14 피트 (4.3 m) 로 제법 큰 편이었다. 다른 집들은  길이 20 피트 (6 m)  폭 10 피트 (3 m) 정도에 불과했다.  주민들의 주택은 모두 별다른 골재 없이 지었기 때문에 자주 수선해야 하였다. 소작농의 집에는 크로프트라고 불린 땅이 딸려있었는데 크기는 약 0.5 에이커(0.2 헥타르) 정도였고 울타리를 두르고 축사를 지어 놓은 경우가 일반적이었다. 소작농은 이 땅에서 텃밭을 일구고 가축을 길렀다.
장원의 소작농들 사이에도 경작지의 크기에 차이가 있었다. 영지에 살던 성인 전체 가운데 절반 정도는 아예 경작지가 없이 날품을 팔아 사는 사람들이었다. 잉글랜드의 경우 13세기 당시 장원 104 곳을 조사한 기록에서 경작지를 지닌 소작농의 45 % 가량이 농사를 지은 땅 크기는 3 에이커(1 헥타르) 이하였고 이 경우엔 자신의 농사 이외에 날품을 팔아야 살아갈 수 있었다.  제법 큰 규모인 24 에이커(10 헥타르)에서 32 에이커(13헥타르) 정도의 땅을 경작한 소작농의 인구는 22% 가량이었고, 31퍼센트는 1.5 버게이트(36 에이커) 정도로 조금 더 큰 농지를 경작하였다. 중세 시기 소작농 가족이 자신의 경작지로만 생계를 유지하려면 최소 10에이커 (4 헥타르)가 필요했다.
잉글랜드를 비롯한 중세 여러 나라의 장원은 두세 개로 크게 나뉜 땅을 다시 잘게 나누어 사용했다. 경작할 수 없는 땅들은 목초지로 이용되거나 쓰레기를 버리는 곳으로 쓰였고, 그 외에도 울타리를 두른 방목장, 과수원, 정원, 텃밭과 같은 폐쇄지도 있었다. 삼림에는 돼지를 놓아 길렀고 땔감을 비롯한 목재를 얻었다. 당시엔 비료로 쓸만한 것이 모자랐기 때문에 경작지의 일부는 사용하지 않고 묵혀 두었다. 중세 초기에는 한해를 경작하면 두해를 묵혀야 하였으나 중세 성기 무렵엔 한해 걸러 한해를 묵히는 휴경법이 쓰였다.
셀리온이 경작되는 동안 소출은 경작자인 소작농과 그들에게 지대를 받는 영주에게 속하였지만, 휴경을 하는 동안에는 마을 공동의 목초지로 취급되어 방목하는 가축의 전체 수만 규제되었다. 공유지의 비극이라는 개념은 개방경지제의 휴경지 운영을 다른 학문 분야로 확장한 것이다.

## 작물과 생산

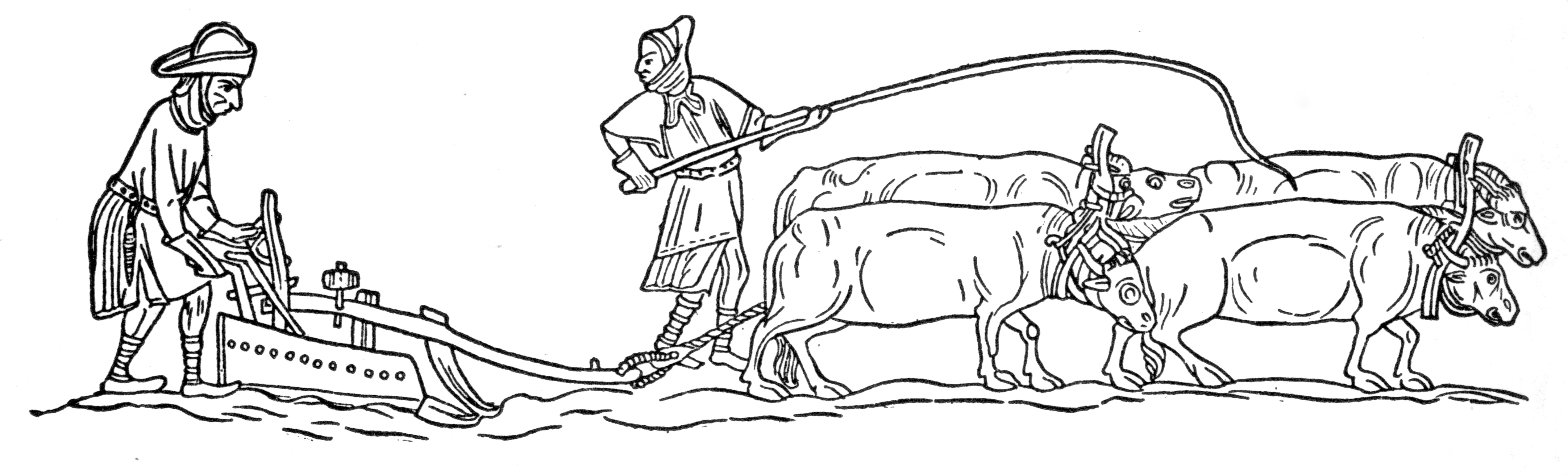
네마리 소가 끄는 쟁기. 1330년 무렵. 주물로 만든 무거운 쟁기로 하루에 약 1 에이커의 땅을 뒤엎을 수 있었다.

중세 시기 대상재배의 전형적인 삼경법은 밭을 셋으로 나눠 첫번째 밭에는 봄에 보리, 귀리 또는 협과를 심고, 두번째 밭에는 가을에 밀이나 호밀을 심고, 세번째 밭은 휴경지로 남겨 두는 것이었다. 이듬해가 되면 작년 봄에 경작한 밭이 가을 경작지가 되고 가을 경작지는 휴경지가 된다. 이렇게 순환하는 이유는 토양에 양분을 공급할 퇴비나 비료가 부족했기 때문이다. 휴경하는 동안 세균이나 몇몇 식물의 질소 고정 작용으로 밭의 양분이 회복된다. 어떤 밭을 언제 파종하여 경작하고 언제 휴경할 것인지는 주로 영주가 결정하였고 이러한 영주의 권리는 법에 의해 보장되었다.
잉글랜드에서 가장 많이 심어진 작물은 밀과 보리로 두 품종의 재배 면적은 비슷했다. 14세기 후반 서식스의 베틀 수도원은 종자 1개 당 2.26 ~ 5.22 개의 수확을 하였으며 평균 수확율은 4.34 배이었다. 보리의 경우는 평균 4.01 배, 귀리는 2.87 배이었다. 당시 1 에이커의 경작지에서 난 곡물 수확량은 7 ~ 17 부셀(254.6 - 618.3 리터)로 추산된다. 그러나 베틀 수도원의 경작지는 다른 지역에 비해 토질이 좋았고 관리도 잘 된 곳이었기 때문에, 일반적인 개방경지의 산출량은 이 보다 적었을 수 있다. 밀은 당시 주식이었으며 동시에 활발히 거래되는 환금 작물이었다. 보리는 맥주의 생산에 대량으로 사용되었고, 가난한 사람들은 밀가루에 보리가루를 섞어 만든 빵을 먹었다. 대다수의 마을 주민들에게 밀가루로만 만든 흰빵은 죽을 때나 맛보는 것이었다. 중세 잉글랜드의 전형적인 사례라고 할 수 있는 1286년 엘튼 장원의 경우 소작농들은 귀리, 협과, 호밀, 아마, 사과, 채소와 같은 다양한 작물을 재배하였는데 이 전체를 다 합친 양보다 밀과 보리의 재배량이 두배 이상 많았다.
소작농은 양, 돼지, 소, 말, 여러 가금류와 같은 가축을 길렀다. 돼지는 고기를 얻기 위해 길렀고 양은 양모를 얻기 위해 길렀다. 소나 말은 매우 비쌌기 때문에 쟁기를 맬 6 - 8 마리를 소유할 수 있는 사람은 소수의 지주들 뿐이었다. 나머지 주민들은 한 두 마리가 고작이었기 때문에 쟁기질을 할 때면 이웃끼리 서로 가축을 빌려주고 빌려 받아야 하였다.

## 역사
중세 시기 개방경지제로 유지된 토지의 다수는 로마 시대부터 농장으로 운영되던 것이었다. 서기 98년 무렵 게르만족이 이미 개방경지제로 농장을 운영하였다는 단서가 있다. 게르만족의 이동 시기 이후 프랑스 지역도 개방경지제가 도입되었을 것으로 추정되며, 잉글랜드는 5세기 이후 앵글로색슨인이 개방경지제를 도입하였을 것이다. 서식스 왕국이 잉글랜드의 패권을 장악하였던 기원후 850년에서 1150년 사이에는 이미 개방경지제가 완성된 것으로 보이지만 노르만의 잉글랜드 정복 이후인 1086년 작성된 둠스데이 북 이전의 상황을 알려주는 문서는 거의 없다.
개방경지제가 유렵의 전역에서 시행된 것은 아니다. 인구 밀도가 높고 생산량이 큰 평야지대에서 주로 운영되었다. 잉글랜드의 경우 남동쪽의 에식스와 켄트는 작은 정방형 땅에 울타리를 두른 로마식 농업이 여전히 유지되었다. 요크셔와 링컨셔를 기준으로 그 남서쪽에 펼쳐진 저지대가 개방경지제로 운영된 대표적인 곡창지대였다. 나머지 산악이 많은 지역에서는 파스토랄 형식의 목축 농업이 더 우세하였다.
개방경지제가 시행되는 동안 유럽의 인구는 꾸준히 증가하였다. 잉글랜드의 경우 둠스데이북이 처음 작성된 1086년에서 중세 성기에 해당하는 1300년 사이에 인구 증가는 두 배에 달했다. 인구 증가의 압박때문에 농지는 더욱 집중적으로 경작될 필요가 있었다. 곡물이 자라기 힘든 한계 농업 지대나 구릉 및 산간 지역은 개방경지제를 시행하기 어려웠다. 유럽 북서부는 뻑뻑한 진흙으로 된 평야지였고, 따라서 깊이 갈이를 하려면 무거운 쟁기를 소나 말 여러 마리가 한 묶음이 되어 끌어야 하였다. 소나 말은 기르는데 큰 비용이 드는 가축이었기 때문에 주민들은 서로 품앗이를 하여 경작을 할 수 밖에 없었다. 이웃끼리 소와 말을 빌려주고 받아야 하였고, 쟁기는 공유하는 경우가 많았다.

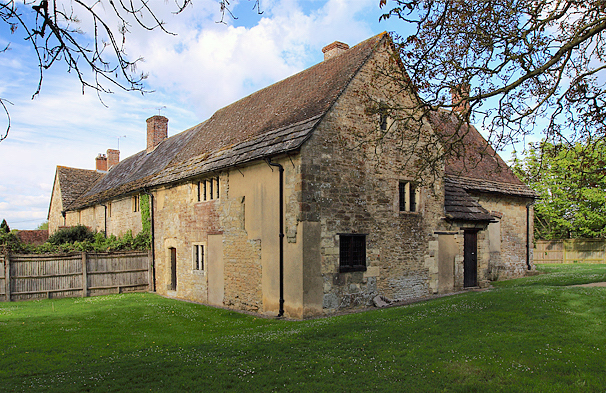
1370년 지어진 잉글랜드 도싯의 피들포드 저택. 뒤쪽으로 보이는 건물은 16세기에 추가된 것이다.

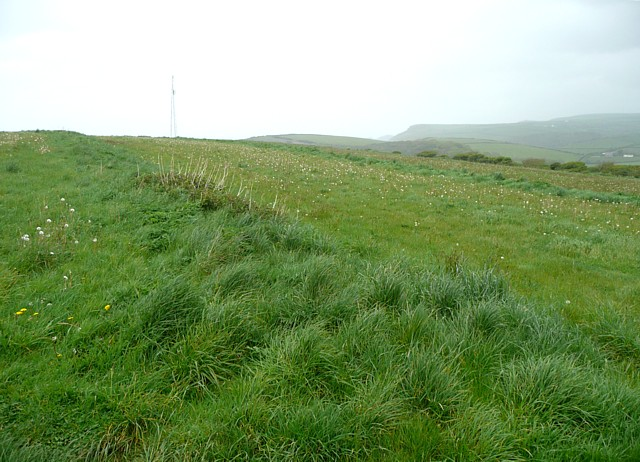
콘월 포라버리에 펼쳐져 있는 대상 농지

1348년에서 1350년 사이에 유행한 흑사병으로 유럽 인구의 30 ~ 60 %가 사망하였다. 노동력 부족으로 임금이 상승했고 부를 축적한 농민은 더 많은 토지를 확보할 수 있었다. 그 결과 1천년을 이어온 개방경지제는 차츰 폐지되어 농지는 점차 사유지가 되기 시작하였다. 15세기 무렵 잉글랜드는 큰 경기 침체를 맞았고 곡물 가격이 하락하자 경작지는 보다 환금률이 좋은 양모나 육류를 생산하기 위해 목축지로 변경되었다. 양을 기르기 위해 목축지로 변한 땅에는 울타리를 두르기 시작하였다. 인클로저가 시작된 것이다. 울타리가 둘러쌓은 땅은 더 이상 주민들이 공유할 수 없었다. 이전에 휴경기에 공동 방목지로 사용되던 땅도 이제는 사유지로서 소유자가 독점하게 된 것이다. 소작농은 땅에서 떨어져 나와 도시의 빈민이 될 수 밖에 없었다. 도시로 간 사람들은 날품팔이 노동으로 생계를 유지해야 하였다. 농지 소유자의 평균적인 소유 면적은 점점 더 넓어졌지만, 전체 지주의 수는 줄어들어 빈익빈 부익부의 상황을 맞았다. 16세기에서 17세기 초 잉글랜드 교회와 정부는 인클로즈 관행을 비난하였고 법률로서 규제하고자 하였다. 그러나 이러한 반발도 소작농을 땅에 붙들어 둘 수 없었고 많은 농민이 길 위를 떠도는 "유랑의 유행"이 발생하였다. 반면에 새로운 변화로 부를 쌓은 기득권층은 인클로즈를 지지하기 시작하였고 17세기에서 18세기 사이 울타리가 쳐진 농지는 크게 증가하였다.

## 효율성 논란
다수의 경제학자들이 중세 개방경지제를 비효율적 제도로 비판한다. "모든 사람들이 경작과 수확, 건물의 건축에 대한 마을 규범을 준수해야 하였기"때문에 기술 혁신의 방해 요소가 되었다는 것이다. 지역의 공동 기관과 장원 재판소뿐만 아니라 소작농 스스로의 관습이 농업 관행과 경제 활동을 규제하였다. 영주는 소작료의 징수와 직영지에 대한 경작 의무를 부과하여 소작농을 통제하였고, 농민 각자는 여기 저기 흩어진 대상 농지를 오가야 했기 때문에 집약적인 농업을 할 수 없었다.
경제학의 "공유지의 비극"이라는 개념은 개방경지제의 공동 방목지가 비효율적인 이유를 설명한다. 공동 방목지는 수용할 수 있는 가축에 분명한 한계가 있지만, 개개인의 농민은 자신의 가축을 좀 더 많이 집어 넣는 게 이익이고 그 책임은 공동으로 부담하기 때문에 결국 공동 방목장에는 한계를 넘어서는 가축이 들어가고 공유지는 황폐화하게 된다는 것이다. 이 개념은 공동 소유보다는 개인 소유가 보다 자원을 잘 관리할 수 있다는 주장의 근거로 사용된다. 그러나 "공유지의 비극"이라는 용어를 처음 만든 개릿 하딘은 잉글랜드의 공동 목초지가 "주민이 기를 수 있는 동물의 수를 제한하여 파멸을 면하였다"고 지적하였다. 애초 하딘의 주장은 공유지가 비효율적이라는 것이 아니라 지역 공동체가 한정된 자원을 "관리"하였으며, 이는 "사회주의와 논리적으로 대등하고 …… 결과의 좋고 나쁨은 관리의 질에 따른다"는 것이었다. 개방경지제는 유럽의 많은 지역에서 1천년 동안 유지되었고 당시 농업 수준에서 다른 방식으로는 인구를 지탱하지 못했을 수도 있다.
개방경지가 사유지로 대체된 현상은 자연스럽게 이어진 것이 아니라 수 많은 격렬한 사회적 저항을 제압하며 이루어 진 것이다. 인클로즈의 시대는 또한 농민 반란의 시기이기도 하였다. 16세기 이후 시작된 "멋진 신세계" 인 자본주의는 개방경지제가 보장하였던 주민의 경작권과 삶의 확실성을 파괴하였고 더욱 가혹하고 치열한 경쟁이 일상이 되었다. 그러나 개방경지제는 어느날 한 순간에 끝난 것은 아니라 천천히 죽어갔다. 1700년 무렵 잉글랜드 농지의 절반 이상은 여전히 개방경지였고 정부는 정책적으로 개방경지가 지속되지 못하도록 하였다. 1850년 잉글랜드에서 마침내 개방경지제가 종식될 때까지 의회는 수세기에 걸쳐 5,000 개 이상의 법령을 제정하여 사유지를 모호하게 이용하려는 마을 공동의 "음모"를 끝내고자 하였다. 다른 유럽 국가들도 농지가 여기 저기 흩어져 관리되는 것을 없애는 법안을 통과시키기 시작했다. 네덜란드는 1930년대에 프랑스는 1950년대에 이르러서야 토지 통합 의무화 법을 제정하였다. 러시아의 경우 "체레스폴로시챠"(чересполосица)라고 불린 대상 토지가 마을 공동체인 미르에 의헤 관리되어 왔으며 1905년 토지 통합을 위한 스톨리핀 토지개혁이 시작되었으나 지지부진 하다가 소련시기인 1930년대에 들어 스탈린의 집단화 정책으로 끝을 맺었다.

## 현대

### 현존하는 개방경지
잉글랜드 노팅엄셔의 랙스턴에는 여전히 개방경지가 살아남아 있다. 매우 드문 경우인 이 마을의 개방경지는 19세기 초 두 명의 지주가 인클로즈 방식에 대해 합의를 보지 못했기 때문에 기존의 시스템이 영속화 된 것이다.
또 다른 사례는 노스데번의 브라운턴이다. 브라운턴의 개방경지는 역사적 가치를 위해 보존되고 있다. 토지 소유자 수가 극소수로 감소했고 몇몇 대상 토지는 합병되었지만 여전히 개방경지로 남아있다.
웨일스 카마던셔에 속한 란은 중세 시기 마을 형태가 손상없이 보존된 곳으로 마을의 개방경지도 함께 보존되고 있다.
개방경지제가 종식되었지만 흔적을 간직한 곳도 있다. 노스링컨셔의 섬인 액스홀름 아이슬에는 핵시, 이프워스, 벨튼과 같은 마을 주변에 예전에는 개방경지였던 농지가 남아 있다. 오늘날은 분할되어 채소를 키우고 있지만 대부분 경계선 없이 깊은 고랑으로 분할 되어 옛 개방경지의 모습이 남아있다. 핵시에서는 매해 1월 6일 넓게 펼쳐진 들에서 마을 축제인 핵시 후드를 펼친다.

### 할당 정원
영국의 여러 도시에도 개방경지와 비슷한 개념의 토지가 남아있다. 건물 사이의 1 - 2 에이커 크게는 1 핵타르 넓이의 땅이 "할당 정원"으로 운영된다. 이 토지는 지방자지체나 "할당 협회"가 관리하는데 저렴한 임대료로 지역 주민에게 할당된다. 정원이라고 하지만 대개는 곡물이나 채소를 재배한다.

## 더 읽어보기
- Gray, Howard L (1959) [1915]. 《The English Field Systems》. Cambridge, MA; London: Harvard University Press; Merlin Press.
- Rackham, Oliver (1986). 《The History of the Countryside》. London: Weidenfeld & Nicolson. ISBN 978-0460044493. (On Britain, primarily England)
- Powell, Sumner Chilton (1963). 《Puritan Village: The Formation of a New England Town》. Middletown, CT: Wesleyan University Press. (On the expansion of the open-field system into the New World)
- Hall, David (2014). 《The Open Fields of England》. Oxford: O.U.P. ISBN 978-0-19-870295-5.